# Élection présidentielle cap-verdienne de 1981
L’élection présidentielle cap-verdienne de 1981 (en portugais : Eleição presidencial em Cabo Verde em 1981) se tient le 12 février 1981 afin d'élire au suffrage indirect le président de la République du Cap-Vert.
Le président sortant Aristides Pereira est réélu par l'assemblée nationale.